# Ribeira das Catorze
A Ribeira das Catorze é um curso de água português, localizado na freguesia açoriana da Serreta, concelho de Angra do Heroísmo, ilha Terceira, arquipélago dos Açores.
Este curso de água que separa a freguesia da Serreta da freguesia das Cinco Ribeiras, encontra-se geograficamente localizado dentro das coordenadas geograficas de Latitude de 38° 43' 60 Norte e de Longitude de 27° 22' 60 Oeste, na parte Oeste da ilha Terceira e tem a sua origem a cerca de 700 metros de altitude, nas cercanias da Serra Alta das Doze, elevação que faz parte dos contrafortes do vulcão da Serra de Santa Bárbara, a maior formação geológica da ilha Terceira que se eleva a 1021 metros acima do nível do mar e faz parte de bacia hidrográfica gerada pela própria montanha.
Este curso de água desagua no Oceano Atlântico entre a Ponta Rubra e a freguesia da Serreta do cimo de uma falésia que ronda os 200 metros de altura.